# Nederlands kampioenschap halve marathon 2017
Het Nederlands kampioenschap halve marathon 2017 vond plaats op 19 maart 2017. Het was de 26e keer dat de Atletiekunie een wedstrijd organiseerde met als inzet de nationale titel op de halve marathon (21,1 km). De wedstrijd vond plaats in Nijmegen tijdens het evenement Stevensloop. Ondanks een gunstige temperatuur van 12 graden werden de lopers gehinderd door een vrij krachtige wind.
Nederlands kampioen halve marathon bij de mannen werd Michel Butter. Hij wist de titel voor de tweede maal te winnen (eerste keer in 2008). Bij de vrouwen won Ruth van der Meijden de titel.
In totaal namen 257 atleten deel in verschillende leeftijdscategorieën.

## Uitslagen

### Mannen
| Rang   | Atleet                | Tijd    | Opm.   |
| ------ | --------------------- | ------- | ------ |
| Goud   | Michel Butter         | 1:05.04 |        |
| Zilver | Bart van Nunen        | 1:05.34 |        |
| Brons  | Jesper van der Wielen | 1:06.50 |        |
| 4      | Roy Hoornweg          | 1:07.15 |        |
| 5      | Mohamed Ali           | 1:07.52 |        |
| 6      | Ronald Schröer        | 1:08.33 |        |
| 7      | Joeri Wolf            | 1:08.43 |        |
| 8      | Lucas Nieuweboer      | 1:09.20 |        |
| 9      | Colin Bekers          | 1:09.27 | 1e M35 |
| 10     | Geart Jorritsma       | 1:09.37 |        |

### Vrouwen
| Rang   | Atleet               | Tijd    | Opm.   |
| ------ | -------------------- | ------- | ------ |
| Goud   | Ruth van der Meijden | 1:13.52 |        |
| Zilver | Irene van Lieshout   | 1:14.12 |        |
| Brons  | Kim Dillen           | 1:17.58 |        |
| 4      | Renée Vranken        | 1:19.38 |        |
| 5      | Marije Peters        | 1:21.56 |        |
| 6      | Ingrid Versteegh     | 1:22.37 | 1e V35 |
| 7      | Femke van Hest       | 1:22.59 | 1e V40 |
| 8      | Lisanne Meuleman     | 1:23.03 |        |
| 9      | Marianne de Kok      | 1:24.31 | 1e V45 |
| 10     | Lisa te Molder       | 1:25.00 |        |

1992 · 
1993 · 
1994 · 
1995 · 
1996 · 
1997 ·
1998 ·
1999 · 
2000 · 
2001 · 
2002 · 
2003 · 
2004 · 
2005 · 
2006 · 
2007 · 
2008 · 
2009 · 
2010 · 
2011 · 
2012 · 
2013 · 
2014 · 
2015 · 
2016 ·
2017 ·
2018 ·
2019 ·
2022 ·
2023